# فرنسوا تشنغ
فرنسوا تشنغ (بالفرنسية: François Cheng) ولد في 30 أغسطس 1929 بالصين بجينان في مقاطعة شاندونغ، وهو كاتب وشاعر صيني وفرنسي الجنسية في 1971. وهو ليس كاتب فقط ولكنه خطاط أيضاً. حصل على جائزة فيمينا الأدبية عام 1998 .

## أعماله
- Analyse formelle de l'œuvre poétique d'un auteur des Tang ، عام 1970.
- Le Pousse-pousse ، لاو شه (مترجم عام 1973).
- الكتابة الشعرية الصينية، طبعة سوي 1977 و1996.
- فارغ وممتلئ، اللغة التصويرية الالصينية، طبعة سوي عام 1979
- L'Espace du rêve ، ألف عام من الفن الصيني، فيبوس ، عام 1980.
- سبع شعراء فرنسيون ، عام 1983.
- هنري ميشو، حياتها، وأعمالها، سنة 1984.
- Chu Ta : le génie du trait، Phébus، عام 1986.

## روابط خارجية
- فرنسوا تشنغ على موقع IMDb (الإنجليزية)